# باول إيرلي
باول إيرلي (بالإنجليزية: Paul Earley)‏ هو لاعب كرة قدم أسترالية أيرلندي، ولد في 3 يوليو 1964 في مقاطعة روسكومون في جمهورية أيرلندا.

## وصلات خارجية
- باول إيرلي على موقع AustralianFootball.com (الإنجليزية)
- باول إيرلي على موقع AFLtables.com (الإنجليزية)